# Escapology (альбом Робби Уильямса)
| Оценки критиков      | Оценки критиков |
| Источник             | Оценка          |
| -------------------- | --------------- |
| Allmusic             | [ 1 ]           |
| Blender              | [ 2 ]           |
| Entertainment Weekly | (B-)            |
| The Guardian         | [ 4 ]           |
| NME                  | (4/10)          |
| PopMatters           | (negative)      |
| Rolling Stone        | [ 7 ]           |
| Stylus               | (C+)            |
| Slant Magazine       | [ 9 ]           |
| Yahoo! Music UK      | [ 10 ]          |
| BBC                  | (позитивный)    |

Escapology — пятый сольный студийный альбом Робби Уильямса, вышедший в 2002 году, последний альбом с продюсером и соавтором песен Гаем Чамберсом.

## Об альбоме
Критик All Music Guide негативно отозвался об этом альбоме, сказав о нём «чёрствые песни, шаблонные аранжировки и посредственное написание песен». Rolling Stone был менее резок, описав его как «неловкая попытка создать поп-рок блокбастер». PopMatters сказал, что это был «возможно, самый слабый альбом Робби Уильямса на данный момент». Благосклонной была рецензент BBC, выделив «Feel» и заметив, что альбом раскрывается после нескольких прослушиваний.
Сам Уильямс сказал об альбоме так: «половина его написана с такой точки зрения — 'Посмотрите, это действительно я со своими слезами клоуна. Меня любят или ненавидят?' Остальная часть про того, о ком я думаю, поднимаясь на сцену. Потому что часть меня не хочет подниматься туда. Это слишком ужасно!».
Диск был перевыпущен для продаж в США для его выпуска там в 2003 году. В Японии этот альбом выпущен с системой защиты Copy Control.[значимость факта?]

## Список композиций

### Английская версия
1. «How Peculiar» (Уильямс/Чамберс) — 3.13
2. «Feel» (Уильямс/Чамберс) — 4.22
3. «Something Beautiful» (Уильямс/Чамберс) — 4,48
4. «Monsoon» (Уильямс/Чамберс) — 3,46
5. «Sexed Up» (Уильямс/Чамберс) — 4,19
6. «Love Somebody» (Уильямс/Чамберс) — 4,10
7. «Revolution» (Уильямс/Чамберс) — 5,44
8. «Handsome Man» (Уильямс/Чамберс/Дивой) — 3,54
9. «Come Undone» (Уильямс/Оттестад/Гэмильтон/Пьер) — 4,38
10. «Me and My Monkey» (Уильямс/Чамберс) — 7,12
11. «Song 3» (Уильямс/Чамберс) — 3,48
12. «Hot Fudge» (Уильямс/Чамберс) — 4,05
13. «Cursed» (Уильямс/Чамберс/Дивой) — 4,01
14. «Nan’s Song» (Уильямс) — 3,52

В качестве дополнения за песней «Nan’s Song» следуют две скрытые дорожки. Первая — «How Peculiar (Reprise)», — говорит о положении общества; вторая (после приблизительно шести минут тишины) касается отвлечённых сомнений Уильямса во время свидания со скучной подружкой, иногда называемая «I Tried Love» по первой строчке припева.

### Американская версия
1. «Feel» (Уильямс/Чамберс)
2. «Monsoon» (Уильямс/Чамберс)
3. «Sexed Up» (Уильямс/Чамберс)
4. «Get a Little High» (Уильямс/Оттестад)
5. «Come Undone» (Уильямс/Оттестад/Гэмильтон/Дэниэл Пьер|Пьер)
6. «Something Beautiful» (Уильямс/Чамберс)
7. «Love Somebody» (Уильямс/Чамберс)
8. «Revolution» (Уильямс/Чамберс)
9. «How Peculiar» (Уильямс/Чамберс)
10. «One Fine Day» (Уильямс)
11. «Me and My Monkey» (Уильямс/Чамберс)
12. «Handsome Man» (Уильямс/Чамберс/Дивой)
13. «Nan’s Song» (Уильямс)
14. «How Peculiar (Reprise)» (Уильямс/Чамберс)

В американском издании от Virgin Records применили уловку для увеличения продаж песен: в нём убрали песни «Song 3», «Hot Fudge», «Cursed», и обе скрытые дорожки, добавив при этом «Get a Little High», «One Fine Day» и переставив «How Peculiar» в середину.